# Grayshott
Grayshott est un village et une paroisse civile dans l'East Hampshire, dans le district de Hampshire, en Angleterre.

## Culture locale et patrimoine

### Personnalité liée au village
- Colin Firth (1960-), acteur britannique, puis italien.
- Rex Orange County (1998-), auteur-compositeur-interprète britannique.